# Tout Solide Malekesa
Maillots
Actualités
Le Tout Solide Malekesa est un club congolais de football basé à Kisangani.
Le club a participé à plusieurs reprises à la première division congolaise.

## Palmarès
LIFPO
- Champion (3) : 2003, 2007, 2008

Ligue 2 : Zone Est
- Champion (1) : 2019-2020

## Personnailtés du club

### Entraîneurs
- 2024:  Muller Kianga[2]